# Zophoryctes
Zophoryctes is een geslacht van spinnen uit de familie Barychelidae.

## Soorten
Het geslacht kent de volgende soort:
- Zophoryctes flavopilosus Simon, 1902